# ناباري نو أو
ناباري نو أو (بالإنجليزية: Nabari no Ou)‏ هي سلسلة مانغا يابانية نشرت من قبل غانغان كوميكس في مايو 2004 حتى أغسطس 2010.